# Der letzte Lude
Der letzte Lude ist eine deutsche Filmkomödie aus dem Jahr 2003. Sie kam am 10. Juli 2003 in die deutschen Kinos.

## Handlung
Oberprolet und Möchtegernzuhälter (umgangssprachlich: -„Lude“) Andi Ommsen hat es sich zum Ziel gemacht, den Hamburger Kiez wieder zurückzuerobern. Auf dem Weg dahin muss er jedoch zunächst kleine Brötchen backen bzw. Stullen schmieren: Andi wird von den Prostituierten nicht für voll genommen und hat sich bei ihnen allenfalls als Stullen-Verkäufer einen Namen gemacht. Die Damen nennen ihn belustigt Stullen-Andi. Er selber möchte aber gerne Stuten-Andi genannt werden.
Als Slobo, der Oberboss der albanischen Mafia vom Kiez, für 24 Stunden die Stadt verlässt, wittert Andi seine Chance. Sein Problem nur: Er soll in dieser Zeit auf Slobos Freundin Anica (gesprochen: Aniza) aufpassen und wird dabei von Slobos Handlangern Milan und Zoran bewacht. Nebenbei muss er auch noch den Schauspieler Timo Held, der für eine Rolle in einem Milieu-Film recherchiert, über den Kiez führen und dabei sein Gesicht als vermeintlicher Oberlude wahren.
Wie sich herausstellt, arbeitet Anica als verdeckte Ermittlerin für die Polizei. Sie bittet Andi, ihr zu helfen, ihre Papiere wiederzubekommen, die Slobo in seinem privaten Safe aufbewahrt. Andi und Timo sind bereit, ihr zu helfen, legen sich dabei aber mit Slobos Lakaien Milan und Zoran an. Schließlich gelingt es den beiden mit einem Trick, an die Papiere zu kommen: Schauspieler Timo verkleidet sich als Slobo und kann Milan und Zoran überzeugen. Das geht allerdings nur solange gut, bis der echte Slobo auftaucht. Beim folgenden Showdown erschießt Slobo seine eigenen Männer, weil Andi behauptet, dass sie mit Anica geschlafen hätten.
Slobo selber wird von einem goldenen Riesen-Penis erschlagen, der als Dekoration auf einem Buffet-Tisch steht. Timo wird angeschossen, überlebt es jedoch. Andi macht sich Hoffnungen bei Anica und am Ende kommt es zum Kuss zwischen den beiden – ob sie allerdings ein Pärchen werden, bleibt offen.

## Kritik
„Hirnlose Trash-Komödie ohne jeden eigenständigen Witz. Sie zitiert zahlreiche Vorgänger und produziert über weite Strecken meist unerträglichen Fäkal-Humor.“

Am 14. Dezember 2018 wurde der Film im Rahmen der Tele-5-Reihe Die schlechtesten Filme aller Zeiten gezeigt, die u. a. von Nebendarsteller Peter Rütten moderiert wird. Der Hauptdarsteller des Films, Lotto King Karl, hatte dabei einen Gastauftritt in der entsprechenden Folge.